# Ewa Wilhelmsson
Ewa Wilhelmsson eg. Eva Vilhelmsson född 6 februari 1949 i Stockholm, är en svensk skådespelare, film- och teaterregissör.
Wilhelmsson utexaminerades från Scenskolan i Malmö 1974. Hon har arbetat som skådespelerska med bland annat Nynningen, Nationalteatern och Atelierteatern.
Därefter har Ewa Wilhelmsson verkat som teaterregissör bland annat på Färöarna. Hon har därefter arbetat i Filmateljén AB där hon gjorde informations- och dokumentärfilmer samt ett flertal ungdomsprojekt med film som verktyg. Jobbar sedan 2010 på Kulturhuset Blå Stället med skrivarkurser för kvinnor från hela världen och alla åldrar.

## Filmografi roller i urval
- 1978 – Tältet: vem tillhör världen?
- 1985 – Rid i natt! (TV-serie)
- 1999 – Duktigt lik
- 2000 – Före stormen
- 2005 – Jag tänker på mig själv - och vänstern
- Diagnos Fosterdöd,
- Nilla,
- Tina & Kaj,

## Filmprodukioner
Manus/regi/casting
- 1997 – Solstenen novellfilm. manus, regi (med priser i Frankrike, Italien och Slovakien
- Karlsvognen (dansk) -casting
- Faan de'e'Fredag - casting
- 2000 – Före stormen - casting (regi Reza Parsa)
- 2008 - Flickan som trodde på drömmar, novell film om MS Film Ateljén AB
- 2009 - Isblomma  Novellfilm i samarbete med Bona Via.
- Shit Happens manus/regi om trakasserier p.g.a kön
- Århundradets kärlekssaga Novellfilm efter Märta Tikkanens dikter
- Vi på Kompassgatan, infofilm/dok om hemtjänsten
- Med rätt att leva, Dokumentärfilm om barn till alkoholister i samarbete med Bona Via